# (2074) Shoemaker
(2074) Shoemaker es un asteroide perteneciente al grupo de los asteroides que cruzan la órbita de Marte descubierto por Eleanor Francis Helin desde el observatorio del Monte Palomar, Estados Unidos, el 17 de octubre de 1974.

## Designación y nombre
Shoemaker se designó inicialmente como 1974 UA.
Posteriormente fue nombrado en honor del astrónomo estadounidense Eugene Shoemaker (1928-1997).

## Características orbitales
Shoemaker está situado a una distancia media de 1,8 ua del Sol, pudiendo alejarse hasta 1,947 ua y acercarse hasta 1,652 ua. Tiene una excentricidad de 0,0819 y una inclinación orbital de 30,08°. Emplea en completar una órbita alrededor del Sol 881,9 días.